# Kesaveloo Goonam

Bác sĩ Goonmam

Kesaveloo Goonam, còn có tên khác là Kesaveloo Goonaruthnum Naidoo (1906 – 1999) là một bác sĩ và nhà hoạt động chống phân biệt chủng tộc người Nam Phi.

## Tuổi thơ và giáo dục ban đầu
Kesaveloo Goonaruthnum Naidoo sinh ra ở Durban. Mẹ cô là Thangatchee Naidoo đến từ Mauritius và cha cô là RK Naidoo sinh ra ở Ấn Độ. Cô ấy đã lớn lên nói tiếng Tamil ở nhà, nhưng cũng học tại một trường nói tiếng Anh. Giới xã hội của cha mẹ cô có nghĩa là cô đã gặp Mohandas K. Gandhi, Annie Besant, Cissie Gool, và Monty Naicker và những người khác khi còn là một cô gái. Cô học trường y tại Đại học Edinburgh năm 1928, và trở về Nam Phi với tấm bằng của mình vào năm 1936.

## Nghề nghiệp
Tại Durban, bà đã thành lập một cơ sở y tế giữa phụ nữ da đen và châu Á, những người biết rằng "Bác sĩ Goonam" sẽ đáp ứng nhu cầu của họ, đặc biệt là chăm sóc sức khỏe sinh sản, với sự hiểu biết và thận trọng.
Bà cũng hoạt động với Quốc hội Ấn Độ Natal và được bầu làm phó chủ tịch của cơ quan này. Goonam đã bị bỏ tù bốn tháng vào năm 1946 vì sự lãnh đạo của cô trong Chiến dịch kháng chiến thụ động Ấn Độ, theo yêu cầu của bà: "Tôi nhận tội và yêu cầu tòa án áp dụng mức án tối đa mà pháp luật cho phép", Goonam tuyên bố trước tòa. Đó là án lần đầu tiên trong số mười bảy án tù mà bà phải thụ án.
Các hoạt động chính trị của Goonam tiếp tục, bao gồm các cuộc họp của Ủy ban phúc lợi nhân quyền tại các văn phòng y tế của cô; và sau năm 1961, bà rời Nam Phi đến Anh, vì sự an toàn của chính mình. Goonam đi du lịch trong thời gian lưu vong, đến Úc, Ấn Độ và Zimbabwe. Bà trở về Nam Phi vào năm 1990, sau khi Nelson Mandela được ra tù. Bà đã bỏ phiếu trong cuộc bầu cử Nam Phi năm 1994. Cũng trong năm 1994, bà kêu gọi giải tán Quốc hội Ấn Độ Natal, nói rằng "bây giờ là thời gian để thay đổi." 

## Đời tư
Kesaveloo Goonam mất năm 1999, hưởng thọ 92 tuổi.